# Living Reviews in Solar Physics
Living Reviews in Solar Physics (англ. «живі огляди сонячної фізики») — рецензований науковий журнал із відкритим доступом, який публікує огляди з усіх областей фізики Сонця та геліосфери. Був заснований і з 2004 по 2015 рік видавався Інститутом дослідження Сонячної системи Макса Планка. У червні 2015 року Товариство Макса Планка продало журнал, і тепер його публікує академічне видавництво Springer Science+Business Media.
Статті в журналах з серії Living Reviews містять критичні огляди поточного стану досліджень у галузях, які вони охоплюють, і описують ключову літературу з розглядуваних тем. Огляди регулярно оновлюються авторами з урахуванням останніх досліджень, що й відобрадається словом «living» (англ. «живий») в назві журналу.
Living Reviews in Solar Physics є повністю електронним журналом, що дозволяє регулярно оновлювати статті з мінімальними зусиллями. Довідкова база даних журналу містить покажчики корисних ресурсів. Таким чином, окрім оглядового журналу, читачі можуть використовувати Living Reviews як базу даних, енциклопедію чи довідник. Журнал Living Reviews in Solar Physics став цінним інструментом для наукової спільноти та одним із перших місць, де дослідники шукають інформацію про поточну роботу в галузі фізики Сонця та геліосфери.